# Kloster Marksußra
Das Kloster Marksußra war von 1287 bis 1551 ein Kloster der Zisterzienserinnen in Marksußra, Stadt Ebeleben, in Thüringen.

## Geschichte
Ritter Albert II. von Ebeleben, Lehnsmann der Grafen von Gleichen, stiftete 1287 das Nonnenkloster Sankt Walburga in Suzara (später: Sußra), das mit zehn Schwestern aus dem Kloster Beuren und vier aus dem Kloster Anrode besiedelt wurde. 1551 kam es zur Auflösung des Klosters, aus dessen Einkünften die Stiftsschule Ebeleben erwuchs (bis 1829), deren berühmtester Rektor Paulus Götz war. In jüngster Zeit wurden durch archäologische Grabungen Grundmauern des Klosters freigelegt.

### Handbuchliteratur
- Gereon Christoph Maria Becking: Zisterzienserklöster in Europa, Kartensammlung. Lukas Verlag, Berlin 2000, ISBN 3-931836-44-4, S. 54 B.
- Bernard Peugniez: Guide Routier de l’Europe Cistercienne. Editions du Signe, Straßburg 2012, S. 499.
- Peter Pfister: Klosterführer aller Zisterzienserklöster im deutschsprachigen Raum. 2. Auflage, Kunstverlag Josef Fink, Lindenberg 1998, S. 504.